# Tofilau Eti Alesana

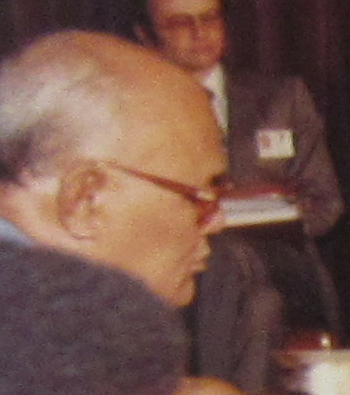
Alesana (1983)

Tofilau Eti Aualamalefalelima Alesana (* 4. Juni 1924 in Vaitogi Tutuila Amerikanisch-Samoa; † 19. März 1999 in Apia, Samoa) war ein Politiker und zweimaliger Premierminister von Samoa.

## Politische Laufbahn und Parteigründer
Alesana wurde wegen seiner vorbildlichen Führung einer Koprafarm bereits 1947 der Titel eines Häuptlings (Va‘aelua) verliehen. Zehn Jahre später wurde er Mitglied des Legislativrates und 1958 Gesundheitsminister. Zwischen 1958 und 1960 war er Mitglied des Verfassungsausschusses und später Mitunterzeichner des Übereinkommens aus dem am 1. Januar 1962 der unabhängige Staat von Westsamoa hervorging.
1979 war Alesana zusammen mit Va'ai Kolone Mitgründer der Human Rights Protection Party (HRPP) und damit der ersten politischen Partei Samoas. Zweck der Gründung war der Sturz des Premierministers Tupuola Taisi Tufuga Efi. Dies gelang zunächst nur kurzzeitig nach der Wahl 1982. Zwar wurde Kolone am 13. April 1982 Premierminister, jedoch musste er nach Prozessen wegen Bestechung und Korruption bereits am 18. September 1982 zurücktreten und Efi wurde erneut Premierminister.

## Premierminister 1982 bis 1985 und 1988 bis 1998

### Amtszeit 1982 bis 1985
Nachdem die HRPP den Haushalt abgelehnt hatte und Efi damit handlungsunfähig wurde, wurde Alesana als Nachfolger von Efi am 31. Dezember 1982 erstmals zum Premierminister gewählt. Seit 1984 war er zudem Außenminister. Am 30. Dezember 1985 wurde er jedoch durch ein von seiner eigenen Partei beantragtes Misstrauensvotum abgewählt und durch Kolone als Premierminister abgelöst. Hintergrund der Abwahl war die Nichtberücksichtigung einiger HRPP-Mitglieder im Kabinett.

### Amtszeit 1988 bis 1998 und Rücktritt
Am 8. April 1988 errang er mit der HRPP wieder die Mehrheit im Parlament (Fono) und wurde als Nachfolger von Kolone erneut Premierminister. Zeitgleich war er erneut Außenminister.
Die von Alesana geführte HRPP verlor danach keine der Parlamentswahlen mehr und schließlich baute er die Mehrheit der HRPP im Fono zu einer Zwei-Drittel-Mehrheit aus. Alesana konnte durch die absolute Parlamentsmehrheit das allgemeine Wahlrecht einführen und löste damit das traditionelle ausschließliche Wahlrecht der Häuptlinge (Matai) ab. Zur Verfestigung seiner eigenen Macht wurde zudem 1991 die bisherige Regierungszeit von drei auf fünf Jahre verlängert. Im Mai 1991 berief er mit Fiame Naomi die erste Ministerin in Samoa. Er erwarb sich in den Jahren seiner Amtszeit den Ruf eines Vermittlers zwischen den kleinen Staaten Ozeaniens und Australien sowie Neuseeland. Im April 1996 wurde er als Premierminister wiedergewählt.
In späteren Jahren wurde der Regierung Korruption bei der Vergabe von Staatsaufträgen an Minister der HRPP und Unterstützer der HRPP vorgeworfen. Alesana hielt jedoch eisern an seiner Macht fest und übergab das Amt des Premierministers erst nach einer langjährigen Krankheit am 23. November 1998 an Vizepremierminister Sailele Tuila'epa Malielegaoi. In dessen Kabinett war Alesana bis zu seinem Tod Minister ohne Portefeuille.